# Ана (Охајо)
Ана (енгл. Anna) град је у америчкој савезној држави Охајо.

## Демографија
По попису из 2010. године број становника је 1.567, што је 248 (18,8%) становника више него 2000. године.
| Група             | 2000.         | 2010.         |
| Белци             | 1.273 (96,5%) | 1.518 (96,9%) |
| Афроамериканци    | 5 (0,4%)      | 7 (0,4%)      |
| Азијати           | 18 (1,4%)     | 3 (0,2%)      |
| Хиспаноамериканци | 7 (0,5%)      | 10 (0,6%)     |
| Укупно            | 1.319         | 1.567         |